# Norroy-lès-Pont-à-Mousson
Norroy-lès-Pont-à-Mousson és un municipi francès situat al departament de Meurthe i Mosel·la i a la regió del Gran Est. L'any 2007 tenia 1.200 habitants.

## Demografia

### Població
El 2007 la població de fet de Norroy-lès-Pont-à-Mousson era de 1.200 persones. Hi havia 453 famílies, de les quals 88 eren unipersonals (46 homes vivint sols i 42 dones vivint soles), 147 parelles sense fills, 180 parelles amb fills i 38 famílies monoparentals amb fills.
La població ha evolucionat segons el següent gràfic:
Habitants censats

### Habitatges
El 2007 hi havia 483 habitatges, 455 eren l'habitatge principal de la família i 28 estaven desocupats. 436 eren cases i 47 eren apartaments. Dels 455 habitatges principals, 386 estaven ocupats pels seus propietaris, 62 estaven llogats i ocupats pels llogaters i 7 estaven cedits a títol gratuït; 14 tenien dues cambres, 34 en tenien tres, 134 en tenien quatre i 274 en tenien cinc o més. 361 habitatges disposaven pel capbaix d'una plaça de pàrquing. A 191 habitatges hi havia un automòbil i a 238 n'hi havia dos o més.

### Piràmide de població
La piràmide de població per edats i sexe el 2009 era:
| Homes | Edats   | Dones |
| ----- | ------- | ----- |
| 0     | 95 o +  | 0     |
| 4     | 90 a 94 | 0     |
| 0     | 85 a 89 | 0     |
| 0     | 80 a 84 | 4     |
| 12    | 75 a 79 | 16    |
| 32    | 70 a 74 | 12    |
| 20    | 65 a 69 | 32    |
| 16    | 60 a 64 | 16    |
| 16    | 55 a 59 | 16    |
| 48    | 50 a 54 | 60    |
| 48    | 45 a 49 | 36    |
| 48    | 40 a 44 | 44    |
| 40    | 35 a 39 | 36    |
| 36    | 30 a 34 | 32    |
| 36    | 25 a 29 | 24    |
| 60    | 20 a 24 | 28    |
| 40    | 15 a 19 | 20    |
| 40    | 10 a 14 | 36    |
| 8     | 5 a 9   | 56    |
| 16    | 0 a 4   | 24    |

## Economia
El 2007 la població en edat de treballar era de 823 persones, 599 eren actives i 224 eren inactives. De les 599 persones actives 559 estaven ocupades (312 homes i 247 dones) i 40 estaven aturades (22 homes i 18 dones). De les 224 persones inactives 76 estaven jubilades, 86 estaven estudiant i 62 estaven classificades com a «altres inactius».

### Ingressos
El 2009 a Norroy-lès-Pont-à-Mousson hi havia 471 unitats fiscals que integraven 1.252 persones, la mediana anual d'ingressos fiscals per persona era de 21.013 €.

### Activitats econòmiques
Dels 29  establiments que hi havia el 2007, 1 era d'una empresa alimentària, 2 d'empreses de fabricació d'altres productes industrials, 9 d'empreses de construcció, 6 d'empreses de comerç i reparació d'automòbils, 2 d'empreses de transport, 1 d'una empresa d'hostatgeria i restauració, 1 d'una empresa d'informació i comunicació, 2 d'empreses immobiliàries, 4 d'empreses de serveis i 1 d'una entitat de l'administració pública.
Dels 10 establiments de servei als particulars que hi havia el 2009, 2 eren paletes, 2 guixaires pintors, 1 fusteria, 2 lampisteries, 1 restaurant, 1 agència immobiliària i 1 saló de bellesa.
Dels 2 establiments comercials que hi havia el 2009, 1 era una botiga de menys de 120 m² i 1 una botiga de material de revestiment de parets i terra.

## Equipaments sanitaris i escolars
El 2009 hi havia una escola elemental.

## Poblacions més properes
El següent diagrama mostra les poblacions més properes.